# 暑中見舞 -憂鬱な午後-
「暑中見舞 -憂鬱な午後-」（しょちゅうみまい ゆううつなごご）は、エレファントカシマシの26枚目のシングル。

## 概要
小林武史をプロデューサーに迎え、ニューヨークにてレコーディングした楽曲。カップリングは、既発楽曲のライブバージョン2曲。

## 収録曲
全作詞・作曲：宮本浩次
全編曲：エレファントカシマシ
1. 暑中見舞－憂鬱な午後－ (3'52")
2. 孤独な太陽（Live at "日本武道館"2001.1.4） (5'04")
3. コール アンド レスポンス（Live at "日本武道館"2001.1.4） (6'59")